# 船橋市立咲が丘小学校
船橋市立咲が丘小学校（ふなばししりつ さきがおかしょうがっこう）は、千葉県船橋市咲が丘にある公立小学校。通称は「咲小」（さきしょう）。

## 沿革
- 1983年（昭和58年） - 開校
- 2013年（平成25年）8月7日 - NHK全国学校音楽コンクール千葉県コンクール本選出場[1]